# الأرشيدوق ماكسيميليان من النمسا-إستي
أرتشدوق ماكسيميليان أرشيدوق النمسا وإستي (بالإنجليزية: Archduke Maximilian of Austria-Este)‏ (و. 1782 – 1863 م) هو ضابط من الإمبراطورية النمساوية، ودوقية مودينا وريدجو، ولد في مودينا، كان عضوًا في الجمعية الملكية، ويحمل رتبة عسكرية لواء، توفي عن عمر يناهز 81 عاماً.

## مناصب
تولى منصب سيد فرسان تيوتون الأكبر ‏ (1863–1894)
.
| المناصب السياسية                    | المناصب السياسية                     | المناصب السياسية                      |
| ----------------------------------- | ------------------------------------ | ------------------------------------- |
| سبقه أرشيدوق أنتون فيكتور من النمسا | سيد فرسان تيوتون الأكبر ‏ 1863 - 1894 | تبعه الأرشيدوق فيلهلم فرانز من النمسا |